# Push (bài hát của Avril Lavigne)
"Push" là đĩa đơn thứ tư trích từ album phòng thu thứ tư của nữ nghệ sĩ người Canada Avril Lavigne, Goodbye Lullaby. Ca khúc được sáng tác bởi Avril Lavigne, Evan Taubenfeld và được phát hành chỉ riêng tại Nhật bởi hãng thu âm Epic vào tháng 3 năm 2012. "Push" đã đánh vào bảng xếp hạng Japan Hot 100 tại vị trí thứ 35 và vị trí thứ 7 ở Digital and Airplay Overseas.

## Danh sách bài hát
Tải kĩ thuật số
1. "Push" – 3:01

Đĩa đơn CD ở Nhật Bản
1. "Push" – 2:58

## Xếp hạng
| Bảng xếp hạng (2012)                    | Vị trí cao nhất |
| --------------------------------------- | --------------- |
| Đài Loan - Taiwan Top 10                | 1(4x)           |
| Nhật Bản - Japan Hot 100                | 35              |
| Nhật Bản - Digital and Airplay Overseas | 7               |
| Hàn Quốc - Gaon Chart Top Downloads     | 8               |
| Nhật Bản - Hot Top Airplay              | 24              |
| Nhật Bản - Adult Contemporary Airplay   | 33              |
| Hàn Quốc - Gaon Top 100 Singles         | 114             |
| Pháp - SNEP                             | 203             |